# 다르쿠

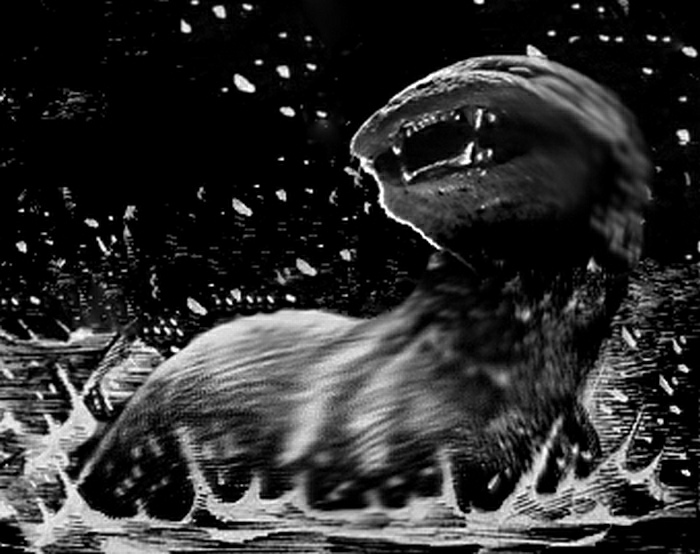

다르쿠(아일랜드어: Dobhar-chú [ˈd̪ˠaɾˠxuː])는 아일랜드 민담에 나오는 생물이자 미확인동물이다. "다르쿠"는 직역하면 "물 사냥개"라는 뜻이다. 개와 수달을 모두 닮았으며, 반은 개고 반은 물고기라고도 한다. 물속에 살며 털이 있다.

## 같이 보기
- 켈피
- 호수괴물
- 셀키